# Center Stage (1992)
Center Stage (Chinees: 阮玲玉; Pinyin: ruǎn líng yù) is een Hongkongse biopic en documentaire uit 1992 onder regie van Stanley Kwan. De film vertelt het leven van de Chinese actrice Ruan Lingyu en is deels in documentairestijl opgenomen, waarin interviews worden gehouden met oud-collega's van de actrice en de cast en crew van de film.

## Verhaal
Ruan Lingyu breekt in 1929 door bij het filmbedrijf Lianhua in Shanghai en groeit al gauw uit tot de meestgeliefde actrice van het land. Ze is getrouwd met gokker Chang Ta-Min, maar verlaat hem voor Tang Chi-Shan. Deze driehoeksverhouding wordt uitvoerig beschreven in de media en Ruan wordt veroordeeld voor haar persoonlijke problemen. Ze komt al helemaal onder vuur van de pers als haar laatste film New Women de pers op negatieve wijze afbeeldt. Als Chang haar en Tang aanklaagt en ze in de rechtbank moet verschijnen, zijn de geschreven artikelen over de actrice niet meer te stoppen. Ruan besluit daarop zelfmoord te plegen door zichzelf te vergiftigen. 

## Rolbezetting
| Acteur            | Personage     |
| ----------------- | ------------- |
| Maggie Cheung     | Ruan Lingyu   |
| Chin Han          | Tang Chi-Shan |
| Tony Leung Ka-Fai | Cai Chusheng  |
| Carina Lau        | Li Lili       |
| Waise Lee         | Li Minwei     |
| Lawrence Ng       | Chang Ta-Min  |
| Cecilia Yip       | Lin Chu-Chu   |